# Procopé
Procopé, finlandssvensk adelssläkt. Finlands Riddarhus adliga ätt nr 262. Den adliga grenen är numera utdöd, men det finns många nu levande och historiska personer med namnet Procopé, såväl i Finland som i Sverige:
- Victor Napoleon Procopé (1839–1906), landshövding för Österbottens län 1884–1888 och Finlands minister i Sankt Petersburg 1898–1899.
- Hjalmar Procopé (1868–1927), journalist, poet och pjäsförfattare.
- Georg Procopé (1873–1942), militär, journalist, poet och översättare från ryska till svenska.
- Hjalmar J. Procopé (1889–1954), statsman och diplomat, Finlands utrikesminister 1924–1925 och 1927–1931.
- Ulla Procopé (1921–1968), formgivare som gjorde det finländska keramikföretaget Arabia världsberömt på 1960-talet med sin Ruska-serie.
- Kim Procopé (född 1938), skådespelare.